# Ił-12
Ił-12 (ros. Ил-12, kod NATO: Coach) – radziecki dwusilnikowy samolot pasażerski i transportowy.

## Historia
Samolot został zaprojektowany w połowie lat 40. XX wieku dla Aerofłotu w celu zastąpienia samolotów Li-2 (produkowanych na licencji samolotu Douglas DC-3), wykorzystywanych przez lotnictwo cywilne i wojskowe. W trakcie prac projektowych duży nacisk położono na bezpieczeństwo lotu oraz możliwość eksploatacji w różnych strefach klimatycznych. Prototyp został ukończony w 1945 r., jego oblotu dokonano 15 sierpnia. Próby wykazały problemy z silnikami, dlatego też podjęto decyzję o montażu silników ASz-82FN. Zmodyfikowana maszyna została oblatana 9 stycznia 1946 r. przez Władimira i Konstantina Kokkinaki.
Po zakończeniu prób i dopuszczeniu samolotu do lotów jego produkcję rozpoczęto w zakładach w Moskwie. W kolejnych latach konstrukcję modyfikowano. Za pomocą ciepłego powietrza z silników wprowadzono system ogrzewania krawędzi natarcia skrzydła i usterzenia. Szyby i śmigła odmrażano za pomocą mechanizmu rozprowadzania spirytusu.
Samolot został zaprezentowany publicznie w 1948 roku, podczas XXI Międzynarodowych Targów Poznańskich, pokazy w locie i loty z pasażerami wykonywał pilot doświadczalny Konstantin Kokkinaki. W 1949 roku wdrożono do produkcji zmodyfikowaną wersję Ił-12A, w której wprowadzono płetwę grzbietową na kadłubie oraz zmieniono osłony oraz rury wydechowe silników. Samolot był oferowany odbiorcom zagranicznym, m.in. w Polsce oraz Czechosłowacji. Na potrzeby wojska opracowano wersję Ił-12D umożliwiającą transport skoczków spadochronowych lub transport wyposażenia. Ta wersja posiadała uzbrojenie obronne montowane w grzbietowej wieżyczce strzeleckiej.
Dla zastosowań cywilnych została opracowana w 1947 r. wersja transportowa Ił-12T. Istniała możliwość dostosowania Ił-12T do potrzeb transportu sprzętu wojskowego, m.in. poprzez zastosowanie podwieszeń zewnętrznych. W latach 1946–1950 zbudowano 3000 samolotów Ił-12 wszystkich wersji. Na bazie doświadczeń z użytkowania Ił-12 powstała jego udoskonalona wersja Ił-14.

## Eksploatacja

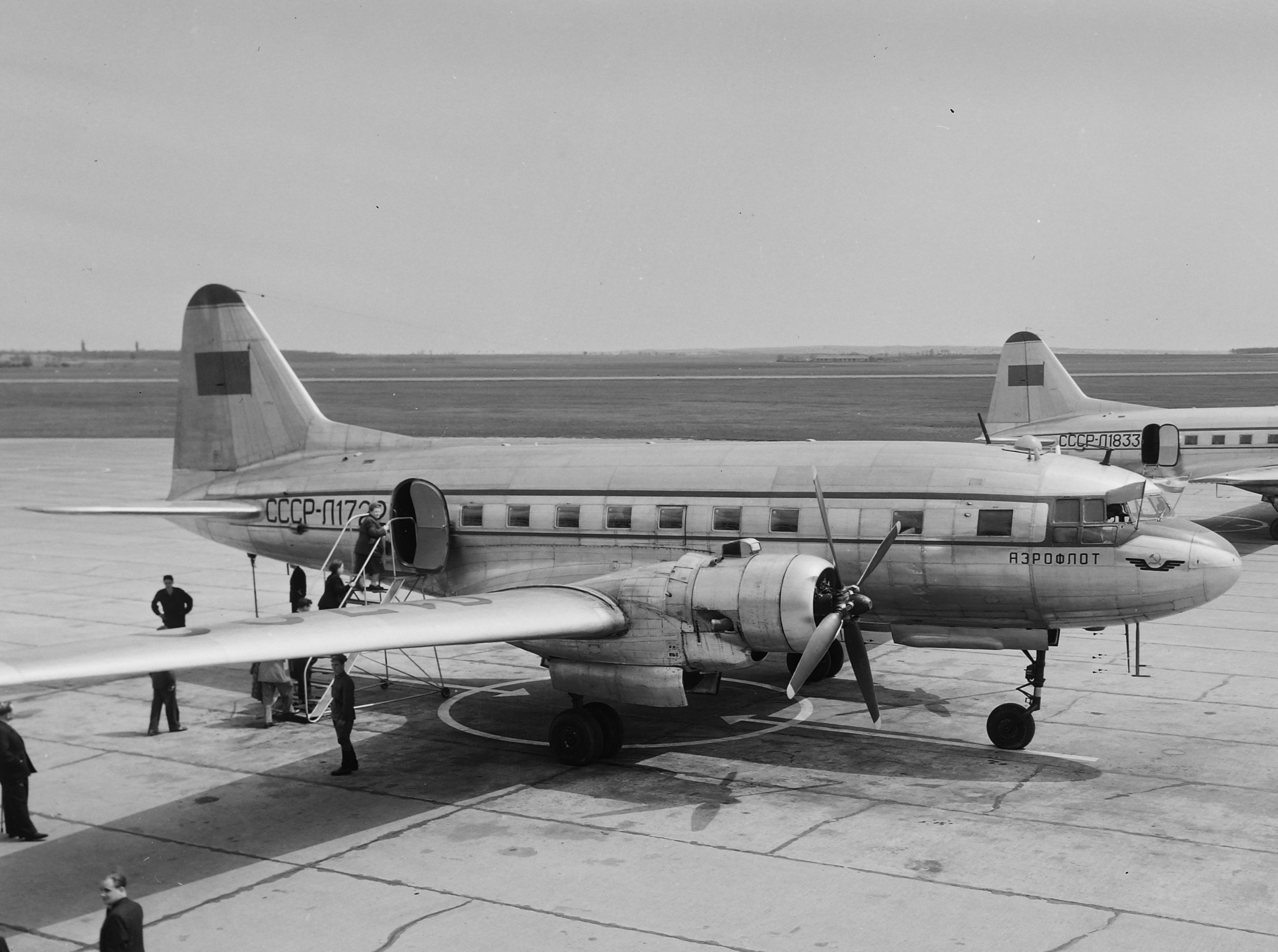
Ił-12 w służbie Aerofłotu, 1956

W sierpniu 1947 r. Aerofłot rozpoczął obsługę lotów pasażerskich z lotniska Tuszyno z wykorzystaniem samolotów Ił-12. W 1948 r. Ił-12 trafił na trasy międzynarodowe, pierwsze obsługiwane połączenie było na linii Moskwa-Sofia. Następnie samoloty rozpoczęły loty do Kabulu, Ułan Bator, Teheranu, Warszawy i Pragi.
Najdłuższa obsługiwana trasa wiodła z Moskwy do Władywostoku. Na jej pokonanie Ił-12 potrzebował 33 godzin lotu i dziewięciu międzylądowań. Od 1956 r. Ił-12, zmodyfikowany do użytku w warunkach arktycznych, obsługiwał wyprawy radzieckich naukowców na Antarktydę. Radzieckie Ił-12 w wersji pasażerskiej eksploatowano do 1965 r., samoloty wojskowe były używane do 1968 r. Najdłużej latały maszyny sprzedane Chinom, gdzie były wykorzystywane do przewozów pasażerskich do 1988 roku.

### Ił-12 w polskim lotnictwie
Polskie Linie Lotnicze LOT w 1949 r. zakupiły pięć samolotów lł-12B, które otrzymały znaki rejestracyjne od SP-LHA do SP-LHE. Rok później, podczas obchodów Święta Lotnictwa, zostały zaprezentowane publicznie na Okęciu. 
Na potrzeby polskiego lotnictwa wojskowego zakupiono kilka samolotów Ił-12B i Ił-12D z przeznaczeniem do transportu, lotów dyspozycyjnych oraz fotogrametrii. Samoloty cywilne były użytkowane do końca 1957 r., wojsko ze swoich egzemplarzy korzystało do początku lat 60. XX wieku.

### Wypadki i incydenty z udziałem Ił-12
W trakcie eksploatacji samolotów Ił-12 doszło do wielu wypadków i incydentów z jego udziałem. Podstawowym problemem były silniki, które zawodziły w trudnych warunkach atmosferycznych. Te problemy skutkowały rozbijaniem maszyn podczas podejścia do lądowania z jednym pracującym silnikiem. Do wielu katastrof doprowadzało również niewystarczające wyposażenie umożliwiające lot bez widoczności ziemi. Najtragiczniejsza katastrofa z udziałem Ił-12 miała miejsce 5 października 1952 r. kiedy to, po zderzeniu w powietrzu z DC-3 (CCCP-L1055), w katastrofie obu maszyn zginęło łącznie 31 osób. 
Najwięcej osób na pokładzie Ił-12 zginęło 2 września 1954 r., kiedy to maszyna o znakach CCCP-L1365 lecąca z Jużnosachalińska do Moskwy, podczas międzylądowania w Nowosybirsku, uderzyła w drzewa tuż przed pasem startowym w trakcie kontrolowanego lotu ku ziemi. Na jej pokładzie zginęło 29 osób.
Samoloty Ił-12, eksploatowane w Polsce, odnotowały dwa incydenty związane z ich wykorzystaniem. W 1950 r. w samolocie SP-LHE doszło do eksplozji po omyłkowym zastosowaniu tlenu zamiast sprężonego powietrza do rozruchu silników. Samolot został skasowany. 23 grudnia samolot SP-LHC uległ uszkodzeniu podczas lądowania na Okęciu, nie odnotowano ofiar na jego pokładzie, samolot został skasowany w grudniu 1953 roku.

## Konstrukcja

Silnik ASz-82FN eksponowany w MLP w Krakowie

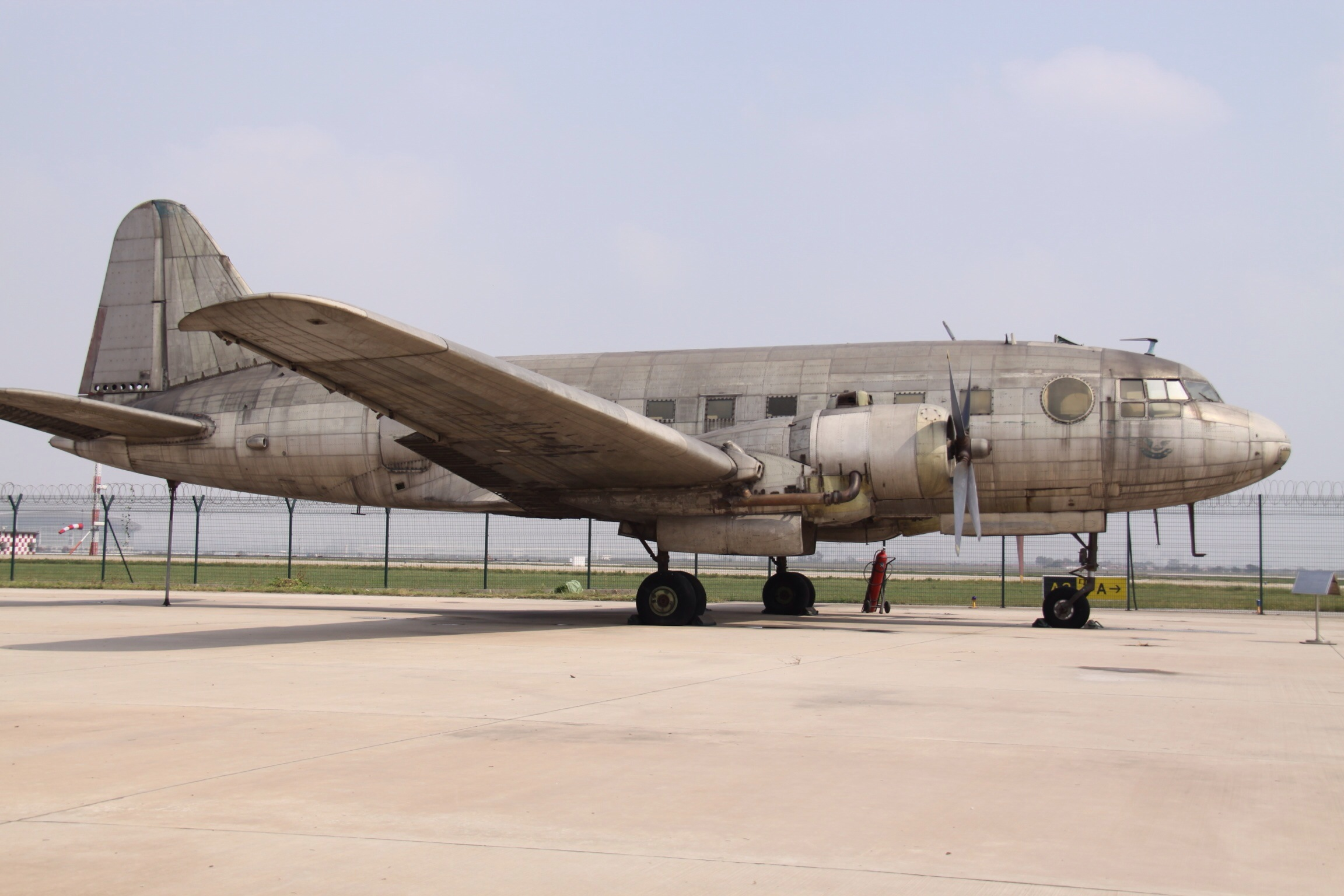
Ił-12

Dwusilnikowy samolot pasażerski i transportowy w układzie dolnopłatu z chowanym podwoziem.
Kadłub o przekroju kołowym i konstrukcji półskorupowej z pracującym poszyciem. Kabina załogi złożona z przedziału pilotów, a za nimi miejsca dla nawigatora i radiotelegrafisty. Dalej znajdowały się bagażnik oraz przedział ładunkowy lub pasażerski mieszczący 18–21 foteli w trzech rzędach bądź 28 w czterech. Kolejnym pomieszczeniem był bufet z miejscem stewardessy, dalej szatnia, toaleta i bagażnik. 
Skrzydło trójdzielne, trójdźwigarowe o profilu Clark YH u nasady, przechodzącym w K-4. Wyposażone w klapy i lotki kryte płótnem. W skrzydle mieściło się sześć zbiorników paliwa o pojemności 4150 l, w każdej gondoli silnikowej znajdował się zbiornik oleju o pojemności 220 l.
Podwozie trójpunktowe z kołem przednim, amortyzowane olejowo-powietrznie, wciągane hydraulicznie. Podwozie główne o podwójnych kołach. 
Napęd – dwa silniki gwiazdowe czternastocylindrowe ASz-82FN-212 w układzie podwójnej gwiazdy, o mocy startowej 1850 KM i nominalnej 1630 KM. Napędzały trójłopatowe, metalowe i samoprzestawne śmigła o średnicy 4,1 m.
Usterzenie wolnonośne, kryte blachą, a stery płótnem. Usterzenie poziome dwudzielne, o wzniosie 6°.

## Wersje
Samolot Ił-12 był eksploatowany w wersjach:
- Ił-12A – pierwsza wersja seryjna.
- Ił-12B - ulepszona odmiana z płetwą grzbietową. Samolot w odmianach dla 21, 27 lub 32 pasażerów.
- Ił-12T - wersja transportowa do przewozu ładunku do 3500 kg, z drzwiami ładunkowymi z lewej strony.
- Ił-12D - wersja desantowa dla 37 spadochroniarzy lub przewozu 3000 kg ładunku.

## Użytkownicy
Samoloty Ił-12 były użytkowane m.in. przez:
- Bułgaria
  - Balkan Bulgarian Airlines
- Chiny
  - CAAC
  - Lotnictwo Chińskiej Armii Ludowo-Wyzwoleńczej
- Czechosłowacja
  - Czechosłowackie Linie Lotnicze
- Polska
  - Polskie Linie Lotnicze LOT
- Rumunia
  - TAROM
- ZSRR
  - Aerofłot
  - Wojskowe Siły Powietrzne